# Illinoia alni
Illinoia alni är en insektsart som först beskrevs av Mason, P.W. 1925.  Illinoia alni ingår i släktet Illinoia och familjen långrörsbladlöss. Inga underarter finns listade i Catalogue of Life.